# Melica hyalina
Melica hyalina är en gräsart som beskrevs av Johann es Christoph Christian Döll. Melica hyalina ingår i släktet slokar, och familjen gräs. Inga underarter finns listade i Catalogue of Life.